# 26 октомври
26 октомври е 299-ият ден в годината според григорианския календар (300-и през високосна година). Остават 66 дни до края на годината.

## Събития
- 740 г. – Земетресение удря Константинопол и причинява много разрушения и жертви.
- 1185 г. – Втора българска държава: Избухва въстанието на Асен и Петър.
- 1582 г. – Казашкият атаман Ермак Тимофеевич завзема Сибир, столицата на Сибирското ханство.
- 1795 г. – Френската революция: Прекратена е дейността на Конвента.
- 1905 г. – Норвегия става независима от Швеция.
- 1954 г. – Триест се присъединява към Италия.
- 1954 г. – Държавната музикална академия в София е превърната в самостоятелно висше учебно заведение и е преименувана в Българска държавна консерватория.
- 1955 г. – Австрия обявява постоянен неутралитет след напускането ѝ от въоръжените сили на съюзниците, победили във Втората световна война.
- 1957 г. – В София е открит Полски културен и информационен център.
- 1989 г. – Народна милиция разгонва със сила активистите на Независимо сдружение „Екогласност“, които в градинката пред ресторант „Кристал“ в центъра на София събират подписи срещу проекта на водностопанския комплекс Рила-Места.
- 1989 г. – Самолетът при полет 204 на „Чайна Еърлайнс“ се разбива след излитане от летище Хуалиен в Тайван и убива всички 54 души на борда.
- 1999 г. – Тържествено е открито строителството на най-големия съвместен българо-турски строителен проект – Хидроенергийна компания Горна Арда.
- 1999 г. – Официално е открит Музеят на Балканските войни в село Топчиево, Гърция.
- 2001 г. – САЩ узаконяват Патриотичния акт.
- 2001 г. – Министър-председателят на България Симеон Сакскобургготски представя правителствената програма за управлението си в парламента, но не допуска обсъждането ѝ.
- 2002 г. – Терористичен акт на Дубровка: Руски спецназ провеждат атака на окупирания от чеченски терористи театър в Москва, в която загиват 50 терористи и 150 невинни заложници.
- 2014 г. – В Украйна се провеждат парламентарни избори, предизвикани от политическа криза в страната.

## Родени
- 1685 г. – Доменико Скарлати, италиански композитор († 1757 г.)
- 1759 г. – Жорж Дантон, френски революционер († 1794 г.)
- 1800 г. – Хелмут фон Молтке Старши, германски генерал († 1891 г.)
- 1820 г. – Натанаил Охридски, български духовник († 1906 г.)
- 1849 г. – Димитър Агура, български историк († 1911 г.)
- 1852 г. – Павел Бобеков, български революционер († 1877 г.)
- 1855 г. – Христо Цонев Луков, български военен деец († 1923 г.)
- 1858 г. – Станимир Станимиров, български просветен деец († 1943 г.)
- 1865 г. – Генко Мархолев, български военен деец († 1937 г.)
- 1872 г. – Костадин Манушкин, български революционер († 1912 г.)
- 1875 г. – Светозар Прибичевич, сръбски политик († 1936 г.)
- 1879 г. – Димитър Катерински, български революционер († 1972 г.)
- 1880 г. – Димитър Халачев, български революционер († ? г.)
- 1881 г. – Стилиян Чилингиров, български писател († 1962 г.)
- 1884 г. – Антон Иванов, български партизанин († 1942 г.)
- 1888 г. – Нестор Махно, украински лидер на анархистите († 1934 г.)
- 1912 г. – Стойко Стойков, български езиковед († 1969 г.)
- 1914 г. – Адриан де Гроот, холандски шах майстор († 2006 г.)
- 1914 г. – Джеки Куган, американски актьор († 1984 г.)
- 1916 г. – Франсоа Митеран, президент на Франция († 1996 г.)
- 1919 г. – Мохамед Реза Пахлави, шах на Иран († 1980 г.)
- 1922 г. – Спас Райкин, български историк († 2014 г.)
- 1925 г. – Ян Волкерс, холандски писател († 2007 г.)
- 1930 г. – Йорг Щайнер, швейцарски писател († 2013 г.)
- 1933 г. – Иван Тодоров, български физик
- 1934 г. – Улрих Пленцдорф, немски писател († 2007 г.)
- 1935 г. – Тодор Тодоров, български актьор
- 1942 г. – Боб Хоскинс, британски актьор († 2014 г.)
- 1947 г. – Иън Ашли, английски пилот от Формула 1
- 1947 г. – Коичиро Фукуи, японски дипломат
- 1947 г. – Хилъри Клинтън, американски сенатор
- 1949 г. – Корина Кириак, румънска певица
- 1956 г. – Рита Уилсън, американска актриса
- 1957 г. – Хю Далас, шотландски футболен съдия
- 1958 г. – Ангелика Клюсендорф, германска писателка
- 1959 г. – Ево Моралес, президент на Боливия
- 1961 г. – Асен Аврамов, български композитор
- 1964 г. – Свен Вет, германски продуцент
- 1965 г. – Кели Роуън, американска актриса
- 1966 г. – Ася Статева, българска тв водеща
- 1968 г. – Нико-Ян Хоогма, холандски футболист
- 1968 г. – Роберт Ярни, хърватски футболист
- 1971 г. – Димчо Беляков, български футболист
- 1973 г. – Сет Макфарлън, американски аниматор
- 1979 г. – Мовсар Бараев, чеченски терорист († 2002 г.)
- 1978 г. – Си Ем Пънк, американски кечист
- 1980 г. – Кристиан Киву, румънски футболист
- 1983 г. – Сантра, българска рап и хип-хоп певица
- 1984 г. – Саша Коен, американска фигуристка
- 1986 г. – Ерик Йендришек, словашки футболист
- 1987 г. – Ивелин Попов, български футболист, капитан на нац. отбор по футбол

## Починали
- 899 г. – Алфред Велики, крал на Уесекс (* ок. 849 г.)
- 1749 г. – Луи-Никола Клерамбо, френски композитор (* 1676 г.)
- 1764 г. – Уилям Хогарт, английски художник (* 1697 г.)
- 1817 г. – Николаус Йозеф фон Жакен, австрийски учен (* 1727 г.)
- 1837 г. – Артър Улф, английски инженер (* 1766 г.)
- 1868 г. – Вилхелм Гризингер, германски невролог (* 1817 г.)
- 1885 г. – Васил Чолаков, български фолклорист (* 1828 г.)
- 1890 г. – Карло Колоди, италиански писател (* 1826 г.)
- 1909 г. – Ито Хиробуми, министър-председател на Япония (* 1841 г.)
- 1929 г. – Арно Холц, германски поет и драматург (* 1863 г.)
- 1933 г. – Марко Симеонов, български революционер (* 1866 г.)
- 1940 г. – Божирад Татарчев, български лекар (* 1870 г.)
- 1944 г. – Беатрис Батенберг, британска принцеса (* 1857 г.)
- 1945 г. – Дочо Христов, български политик (* 1895 г.)
- 1953 г. – Александър Огнянов, български политик (* 1884 г.)
- 1957 г. – Никос Казандзакис, гръцки писател (* 1883 г.)
- 1957 г. – Гърти Кори, американска биохимичка, Нобелов лауреат през 1947 г. (* 1896 г.)
- 1959 г. – Георги Попхристов, български журналист (* 1889 г.)
- 1966 г. – Никола Марковски, български революционер (* 1883 г.)
- 1968 г. – Жан Иполит, френски философ (* 1907 г.)
- 1972 г. – Игор Сикорски, авиоконструктор, създател на първите руски самолети и първите американски хеликоптери (* 1889 г.)
- 1973 г. – Семьон Будьони, съветски военачалник (* 1883 г.)
- 1976 г. – Юри Арнаудов, български режисьор и сценарист (* 1917 г.)
- 2002 г. – Мовсар Бараев, чеченски терорист (* 1979 г.)
- 2003 г. – Хайнц Пионтек, немски писател (* 1925 г.)
- 2005 г. – Емил Кюлев, български банкер (* 1957 г.)
- 2005 г. – Кийт Паркинсън, американски художник (* 1958 г.)

## Празници
- Българска православна църква – Празник на свети Димитър Солунски (Димитровден)
- Австрия – Декларация на Парламента за неутралитет на Австрия със силата на конституционен акт (1955 г., национален празник)
- Бенин – Ден на въоръжените сили
- България – Празник на българския строител
- Науру – Традиционният празник „Ангам“
- Сливен – Официален празник на град Сливен
- Болярово – Официален празник на град Болярово